# Дімітрі Рейндерман
Дімітрі Рейндерман (12 серпня 1972, Горн) – нідерландський шахіст, гросмейстер від 1998 року.

## Шахова кар'єра
Перші його успіхи припадають на початок 1990-х років: 1991 року здобув у Неймеген звання віце-чемпіона Нідерландів серед юнаків до 18 років, крім того 1992 року здобув у Сас ван Генті бронзову медаль чемпіонату Європи серед юніорів до 20 років. 1995 року здобув у Леувардені срібну медаль у молодіжному (учасників до 26 років) чемпіонаті країни. 2008 року досягнув значного успіху, перемігши (разом з Рустамом Касимджановим) на турнірі B у Вейк-ан-Зеє, а також поділивши 1-ше місце (разом із, зокрема, Крістіаном Бауером, Люкові Ван Велі, Йосипом Дорфманом i Джонатаном Спілменом) на зональному турнірі (відбору до чемпіонатів світу) у Лес Ескальдесі. 1999 року виступив у Лас-Вегасі на чемпіонаті світу ФІДЕ, який проходив за нокаут-системою, програвши в 1-му колі Борисові Гульку. Наступним його успіхом був поділ 2-го  місця (позаду Едуардаса Розенталіса) на традиційному турнірі Classics у Геусдалі 2006 року. У 2007 році переміг у Вейк-ан-Зеє, а також посів 2-ге місце (позаду Еріка Ван Дер Дула) в Лейдені. 2008 року поділив 2-ге місце (позаду Фабіано Каруани, разом з Парімар'яном Негі) на турнірі Корус C у Вейк-ан-Зеє. 
Неодноразово брав участь у фіналах індивідуальних чемпіонатів Нідерландів, здобувши такі медалі: золоту (2013), срібну (2008), а також тричі бронзову (1995, 1999, 2009). 
Представляв збірну Нідерландів на командних змаганнях, зокрема:  на командному чемпіонаті Європи (1999); медаліст: в особистому заліку – золотий (1999, на 5-й шахівниці).
Найвищий рейтинг у своїй кар'єрі здобув 1 липня 2011 року, досягнувши 2618 пунктів, посідав тоді 7-ме місце серед нідерландських шахістів.

## Зміни рейтингу
| На цьому місці має відображатися графік чи діаграма, однак з технічних причин його відображення наразі вимкнено. Будь ласка, не видаляйте код, який викликає це повідомлення. Розробники вже працюють для того, щоби відновити штатне функціонування цього графіка або діаграми. | |
| | На цьому місці має відображатися графік чи діаграма, однак з технічних причин його відображення наразі вимкнено. Будь ласка, не видаляйте код, який викликає це повідомлення. Розробники вже працюють для того, щоби відновити штатне функціонування цього графіка або діаграми. |